# ぴーひょろ一家
『ぴーひょろ一家』（ぴーひょろいっか）は、姫木薫理による日本の少女漫画。続編である『新・ぴーひょろ一家』、『ぴーひょろ一家20××』とシリーズ化された。また、イメージアルバムとOVAが発売されている。

## 登場人物

### 篠原4兄弟/ぴーひょろ一家
本作のメインキャラクターである4兄弟で、その正体は現世の守護神ぴーひょろ一家の転生体。
篠原強太
主人公。篠原4兄弟の長男で、年齢順では綾子に次いで２番目。広島弁が特徴の黒髪で長身の美青年。
4人の中でも最も勇敢で凛々しい一方で、普段は笑顔の似合う好青年でもある。
シリーズ後半になると、綾子（きばっ太）の代わりにリーダーを務めることが増えてくる。

篠原 久弥/Q太
4兄弟の次男。金髪碧眼で中性的な美青年。当然女子にはよくモテる。
普段はキザなナルシストだが根は善良で、戦闘時はチームワークを大切にする。
篠原 徹/キョン太
4兄弟の末っ子。小柄で緑色の髪を持つ、まだあどけない美少年。
性格は明るく素直だがやや子供っぽく、他の兄弟にいじられ気味だが、事件解決にはそれらが却って役に立つことも。
篠原 綾子（しのはら りょうこ）/ きばっ太
篠原4兄弟の長女にして紅一点、そして最年長。やや派手な顔立ちの美女。
性格は明朗快活で頼もしい、まさに姉御タイプ。事件解決の時はブレーンを受け持つ。

## 書誌情報
- 姫木薫理『ぴーひょろ一家』 秋田書店〈プリンセスコミックス〉、全9巻
  1. 1986年8月発売、ISBN 4-253-07332-8
  2. 1986年12月発売、ISBN 4-253-07333-6
  3. 1987年4月発売、ISBN 4-253-07334-4
  4. 1987年7月発売、ISBN 4-253-07335-2
  5. 1987年11月発売、ISBN 4-253-07336-0
  6. 1988年4月発売、ISBN 4-253-07337-9
  7. 1988年10月発売、ISBN 4-253-07338-7
  8. 1989年4月発売、ISBN 4-253-07339-5
  9. 1989年8月発売、ISBN 4-253-07340-9
- 姫木薫理『ぴーひょろ一家』 宙出版〈ミッシィコミックス〉、全4巻
  1. 1995年11月発売、ISBN 4-87287-103-0
  2. 1995年12月発売、ISBN 4-87287-109-X
  3. 1996年1月発売、ISBN 4-87287-115-4
  4. 1996年2月発売、ISBN 4-87287-120-0
- 姫木薫理『ぴーひょろ一家』 ホーム社〈ホーム社漫画文庫〉、全5巻
  1. 2000年4月発売、ISBN 4-8342-7134-X
  2. 2000年5月発売、ISBN 4-8342-7137-4
  3. 2000年5月発売、ISBN 4-8342-7138-2
  4. 2000年6月発売、ISBN 4-8342-7141-2
  5. 2000年7月発売、ISBN 4-8342-7146-3
- 姫木薫理『新・ぴーひょろ一家』 宙出版〈ミッシィコミックス〉、全6巻
  1. 1996年10月発売、ISBN 4-87287-147-2
  2. 1997年2月発売、ISBN 4-87287-161-8
  3. 1997年9月発売、ISBN 4-87287-189-8
  4. 1998年1月発売、ISBN 4-87287-206-1
  5. 1998年5月発売、ISBN 4-87287-228-2
  6. 1998年9月発売、ISBN 4-87287-254-1
- 姫木薫理『新・ぴーひょろ一家』 ホーム社〈ホーム社漫画文庫〉、全4巻
  1. 2005年10月発売、ISBN 4-8342-7328-8
  2. 2005年11月発売、ISBN 4-8342-7329-6
  3. 2005年12月発売、ISBN 4-8342-7331-8
  4. 2006年1月発売、ISBN 4-8342-7333-4
- 姫木薫理『ぴーひょろ一家20××』 ホーム社〈アイズコミックス〉、全2巻
  1. 2001年8月発売、ISBN 4-8342-6153-0
  2. 2002年12月発売、ISBN 4-8342-6163-8
- 姫木薫理『魂と光の向こう ぴーひょろ一家 前世編』 ホーム社〈アイズコミックス〉、全1巻
  1. 2000年7月発売、ISBN 4-8342-6136-0

## イメージアルバム
1987年11月21日にビクターエンタテインメントから発売された原作と同じ名のイメージアルバム（規格品番：VDR-1439）。原作者である姫木薫理自らが作詞した曲や、一般公募した曲などファンの要望に応えたアルバムである。
収録曲
1. SPIRITUAL TOUR（歌：大門一也）
作詞：サエキけんぞう／作曲：松浦雅也／編曲：安部隆雄
2. 不思議BOY（歌：本間哲子）
作詞：桜木ひかる／補作詞：サエキけんぞう／作曲：安部隆雄／編曲：松浦雅也
3. 時間の忘れもの（歌：DARiE）
作詞：姫木薫理／作曲：楠瀬誠志郎、岡田徹／編曲：岡田徹
4. カタルシス踊る夜は（歌：大門一也）
作詞：神沢礼江／作曲：安部隆雄／編曲：松浦雅也
5. 雪迷路（歌：本間哲子）
作詞：姫木薫理／作曲：楠瀬誠志郎／編曲：松浦雅也
6. KI・RA・KI・RAぱにっく（歌：水谷麻里）
作詞：まさごろ／作曲：馬飼野康二／編曲：岡田徹
7. おれたちのHeartbeat Street（歌：矢尾一樹）
作詞：神沢礼江／作曲：松尾清憲／編曲：安部隆雄
8. ぴーひょろin Game Music
作曲・編曲：松浦雅也
9. 霊界のテーマ
作曲・編曲：安部隆雄
10. STAY（歌：本間哲子）
作詞：中村友紀夫／作曲：岡田徹／編曲：松浦雅也
11. KI・RA・KI・RAぱにっく（応援歌ヴァージョン）（歌：水谷麻里）
作詞：まさごろ／作曲：馬飼野康二／編曲：岡田徹

## OVA
1988年9月1日に『現世守護神 ぴーひょろ一家』（げんせしゅごしん ぴーひょろいっか）のタイトルでOVA全3巻が秋田書店から通信販売でリリースされた。
1988年7月9日に原作の開幕編「ぴーひょろ一家見参!」を基にしたOVAシリーズの第1話を松竹シネサロンより劇場公開した。OVA『エースをねらえ!』の劇場用編集版と共に同時上映された。

### キャスト
- 強太 - 矢尾一樹
- きばっ太 - 戸田恵子
- 篠原Q太 - 中原茂
- キョン太 - 鈴木みえ
- ヨギ - 島本須美
- リージャ - 塩沢兼人
- 美夢 - 冨永みーな
- 龍念和尚 - 藤本譲
- その他 - 佐久間レイ、川村万梨阿、坂本千夏、巴菁子、佐々尾幸、小野健一、青森伸
- ナレーション - 大塚芳忠

### スタッフ
- 原作：姫木薫理（秋田書店刊「プリンセス」連載中　プリンセスコミックス）
- 監督：出﨑哲
- プロデューサー：本村眞章、神永悦也、末吉博彦、肥田光久、高橋豊、尾崎穏通
- 脚本：小出一巳、近藤真智子
- 絵コンテ：四分一節子（1話、2話）、曽我部孝（3話）
- 演出：冨永恒雄（1話、3話）、由貴翔（2話）
- キャラクター・デザイン／作画監修：杉野昭夫、四分一節子
- 作画監督：杉野昭夫、四分一節子、小林ゆかり、杉山東夜美
- 音楽プロデュース：早川治久（ミュージック・イン）
- 音楽：山中紀昌
- 美術監督：小板橋加代子
- 音響監督：山田悦司
- 撮影監督：長谷川肇、寺下守行
- 美術設定：小板橋加代子、市原洋子、谷村心一
- タイトル：マキ・プロ
- 編集：尾形治敏
- 特殊効果：熊井芳貴
- 制作デスク：吉田力雄、森井俊行
- 録音スタジオ：東京テレビセンター（1話）、D・S・Dゆりーか（2話、3話）
- 現像：東京現像所
- 制作協力：マジックバス
- 制作：鎌倉スーパーステーション、東京ムービー新社
- 製作：秋田書店、バンダイ、CBSソニーグループ、ムービック

### リリースデータ
- 現世守護神 ぴーひょろ一家 第1話「ぴーひょろ一家見参!」 1988年9月1日発売 VHS:88ZZ1
- 現世守護神 ぴーひょろ一家 第2話「黒の報復」 1988年9月1日発売 VHS:88ZZ2
- 現世守護神 ぴーひょろ一家 第3話「雪迷路」 1988年9月1日発売 VHS:88ZZ3